# Villagrán (municipalité)
Pour les articles homonymes, voir Villagrán.
La municipalité de Villagrán est l'une des 43 municipalités de l'État de Tamaulipas, et est située dans la partie centrale de cet État. Située à l'ouest du golfe du Mexique, elle prend appui à l'ouest sur la chaîne de montagnes de la Sierra Madre orientale, et est limitrophe à l'ouest de l'État de Nuevo León. Elle appartient majoritairement au bassin versant du fleuve Río Soto La Marina, ainsi que minoritairement à celui du fleuve Río San Fernando, qui se jettent dans le golfe du Mexique. Son chef-lieu est la localité éponyme de Villagrán. Elle dépend de la région Centro, qui est une des 6 subdivisions administratives de l'État de Tamaulipas.

## Géographie
La municipalité de Villagrán est essentiellement composée de plaines et de collines, bien qu'elle prenne appui à l'ouest sur la Gran
Sierra Plegada, qui fait partie de la chaîne de montagnes plus vaste de la Sierra Madre orientale, et confine à l'est sur la Sierra San Carlos. Son altitude oscille entre 200 et 1800 mètres. Elle est traversée de nombreux cours d'eau, qui au sud alimentent le bassin versant du fleuve Río Soto La Marina, et au nord celui du fleuve Río San Fernando. Son chef-lieu, la localité éponyme de Villagrán, se trouve dans la partie sud-ouest de son territoire, sur les bords du ruisseau Santa Lucía, à une altitude de 318 mètres. Son territoire couvre une superficie de 1233,42 km², et était peuplé en 2020 de 5361 habitants.
Cette municipalité fait partie de la région Centro, qui est une des 6 subdivisions administratives de l'État de Tamaulipas, et regroupe les municipalités d'Abasolo, Güemez, Hidalgo, Jiménez, Llera, Mainero, Padilla, San Carlos, San Nicolás, Soto la Marina, Victoria, Casas et Villagrán.
Elle est limitrophe au nord, dans l'État de Nuevo León, de la municipalité de Linares, à l'ouest, dans l'État de Tamaulipas, de celle de Mainero, puis dans l'État de Nuevo León, de celle d'Aramberri, au sud, à nouveau dans l'État de Tamaulipas, de celle d'Hidalgo, et à l'est de celle de San Carlos.

## Composition et démographie
La municipalité était composée en 2010 de 216 localités.
| Localité                            | Population |
| ----------------------------------- | ---------- |
| Villagrán                           | 1 265      |
| Garza Valdez                        | 586        |
| General Lucio Blanco                | 549        |
| Guadalupe de San Lázaro (Guadalupe) | 362        |

En plus de l'espagnol, plusieurs langues amérindiennes sont parlées dans la municipalité, dont les principales sont par ordre d'importance : le totonaque, le huastèque et le nahuatl.

## Histoire
La ville de Villa Real de Borbón est fondée le 8 mai 1757 par la capitaine Domingo de Ungaza sous le patronage de Nuestra Señora de Gregoria. Cette fondation intervient après la conquête et la colonisation de la nouvelle province de Nouvelle-Santander entre 1748 et 1755 par José de Escandón. Ses colons provenaient des villes de San Antonio de los Llanos et Linares.
En 1827, Villa Real de Borbón change de nom et adopte celui de Villagrán, en l'honneur du leader indépendantiste Julián Villagrán (es), mort en 1813.
En 1924, Villagrán cède une partie de son territoire pour la création de la municipalité de Mainero.